# Wzgórze Berlińskie

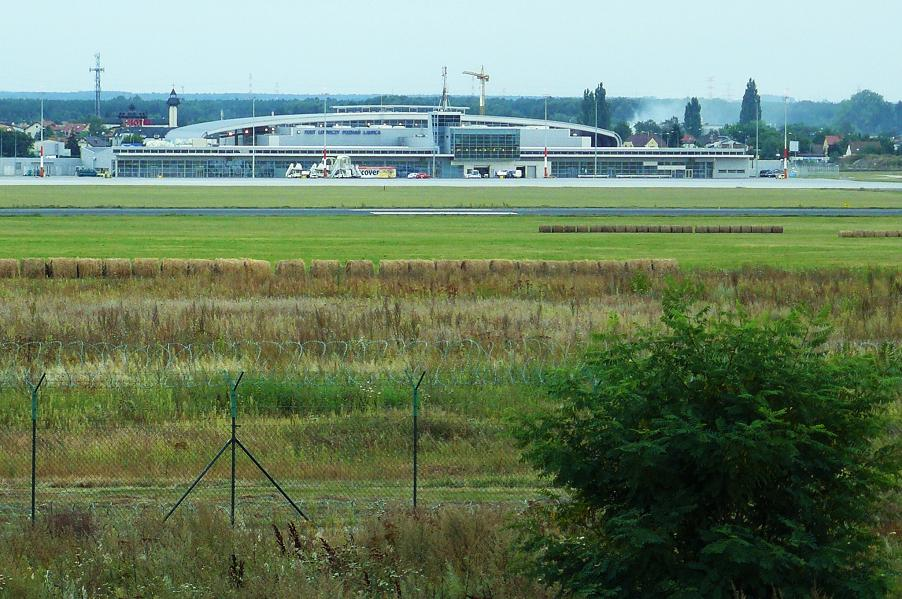
Widok ze Wzgórza Berlińskiego na lotnisko Ławica.

Wzgórze Berlińskie (niem.: Berliner Höhe) – wzgórze w Poznaniu, na Sytkowie, w północnej części lotniska Ławica (pomiędzy ulicami Przytoczną i Łobżenicką). 

## Charakterystyka
Wysokość wynosi 104 m n.p.m. Nazwa używana była w języku niemieckim, obecnie całkowicie wyszła z użycia.  
Na wzgórzu znajdują się pozostałości po budowli kulochwytu (murowane fragmenty murów i wał ziemny), wykorzystywane kiedyś na potrzeby strzelnicy służącej do regulacji broni pokładowej samolotów, stacjonujących na poznańskim lotnisku podczas II wojny światowej oraz sztuczny kopiec o wysokości kilku metrów.
Wzgórze jest punktem widokowym na lotnisko Ławica, wykorzystywanym przez miłośników lotnictwa.

## Powstanie wielkopolskie
Na wzgórzu 6 stycznia 1919 o godz. 6.30 rozpoczęła się bitwa o Ławicę, podczas powstania wielkopolskiego. Atak na niemieckie lotnisko polegał na oddaniu ze wzgórza przez powstańców wielkopolskich czterech strzałów armatnich, z których jeden trafił w wieżę lotniska. 
11 listopada 2020, upamiętniając Narodowe Święto Niepodległości, na wzgórzu odsłonięto tablicę upamiętniającą zwycięski szturm powstańców wielkopolskich na lotnisko Ławica, ufundowaną przez Radę Osiedla Krzyżowniki-Smochowice.